# Onthophagus mulleri
Onthophagus mulleri é uma espécie de inseto do género Onthophagus, família Scarabaeidae, ordem Coleoptera.

## História
Foi descrita cientificamente por Lansberge em 1883.